# Operativ temperatur
Operativ temperatur är ett sätt att beskriva lufttemperaturens och värmestrålningens inverkan mellan människor och ytorna i omgivningen. Med andra ord: operativ temperatur är medelvärdet av luftens temperatur och omgivande ytors temperatur. Genom att beräkna den operativa temperaturen kan man beskriva upplevelsen av temperaturen. Medelstrålningstemperaturen påverkas mer noterbart av avståndet till en kall yta.  Detta sätt att räkna används av myndigheter för att fastställa regler.

## Beräkning
För att beräkna den operativa temperaturen används nedanstående formel. 
{\displaystyle T_{0}={Tluft+Tr \over 2}}
T0 = operativ temperatur
Tluft = Luftens temperatur
Tr = medeltemperaturen hos omgivande ytor
Om medeltemperaturen hos omgivande ytor används nedanstående formel.
{\displaystyle T_{r}=F_{1}\centerdot T_{1}+F_{2}\centerdot T_{2}+F_{3}\centerdot T_{3}....+F_{n}\centerdot T_{n}}
Tr = medeltemperaturen hos omgivande ytor
Fn = Vinkelförhållandet mellan aktuell beräkningspunkt till yta n
Tn = Yttemperatur hos respektive omgivande yta
I ovanstående formler skall alltid anges grader Celsius. 